# Irnsum
Irnsum (fryz. Jirnsum) – wieś w gminie Leeuwarden w holenderskiej prowincji Fryzja. W 2006 roku zamieszkiwana przez 1160 mieszkańców.
We wsi mieszkała łyżwiarka Atje Keulen-Deelstra (1938-2013).

## Sport
We wsi ma siedzibę amatorski klub piłkarski VV Irnsum.